# Multi-purpose Business Security over IP
| Anwendung  | MBS/IP          | MBS/IP          | MBS/IP          | MBS/IP          | MBS/IP          |
| Transport  | SSL/TLS         | SSL/TLS         | SSL/TLS         | SSL/TLS         | SSL/TLS         |
| Transport  | TCP             |                 |                 |                 |                 |
| Internet   | IP (IPv4, IPv6) | IP (IPv4, IPv6) | IP (IPv4, IPv6) | IP (IPv4, IPv6) | IP (IPv4, IPv6) |
| Netzzugang | Ethernet        | Token Bus       | Token Ring      | FDDI            | …               |

MBS/IP („Multi-purpose Business Security over IP“) ist ein von der Firma RACON Software GmbH Linz entwickeltes Netzwerkprotokoll.
Es wurde 1997 von der STUZZA als Datenübertragungsstandard für Dateien im Electronic Banking in Österreich definiert und wird seither von allen österreichischen Banken im Rahmen des Multi-Bank-Standards (MBS) verwendet.
Es ist ähnlich aufgebaut wie FTP, verwendet allerdings SSL zur Verschlüsselung. MBS/IP verwendet serverseitig den Port 3048. Die Daten, die Client und Server austauschen, liegen meistens im XML-Format vor.
MBS wird nicht mehr weiterentwickelt und durch EBICS ersetzt.